# Lehom
Lehom je malá vesnice, část města Strážov v okrese Klatovy v Plzeňském kraji. Nachází se asi dva kilometry severně od Strážova. Lehom je také název katastrálního území o rozloze 1,53 km².

## Historie
První písemná zmínka o vesnici pochází z roku 1380.

## Obyvatelstvo
| Rok            | 1869 | 1880 | 1890 | 1900 | 1910 | 1921 | 1930 | 1950 | 1961 | 1970 | 1980 | 1991 | 2001 | 2011 | 2021 |
| -------------- | ---- | ---- | ---- | ---- | ---- | ---- | ---- | ---- | ---- | ---- | ---- | ---- | ---- | ---- | ---- |
| Počet obyvatel | 116  | 102  | 95   | 100  | 113  | 116  | 102  | 63   | 55   | 44   | 36   | 16   | 22   | 19   | 17   |
| Počet domů     | 21   | 21   | 19   | 20   | 20   | 19   | 20   | 17   | 17   | 13   | 11   | 13   | 15   | 15   | 15   |

## Obecní správa
Při sčítání lidu v letech 1850–1963 Lehom byl osadou obce Rovná v okrese Klatovy. Od roku 1964 je částí města Strážov v okrese Klatovy.

## Galerie

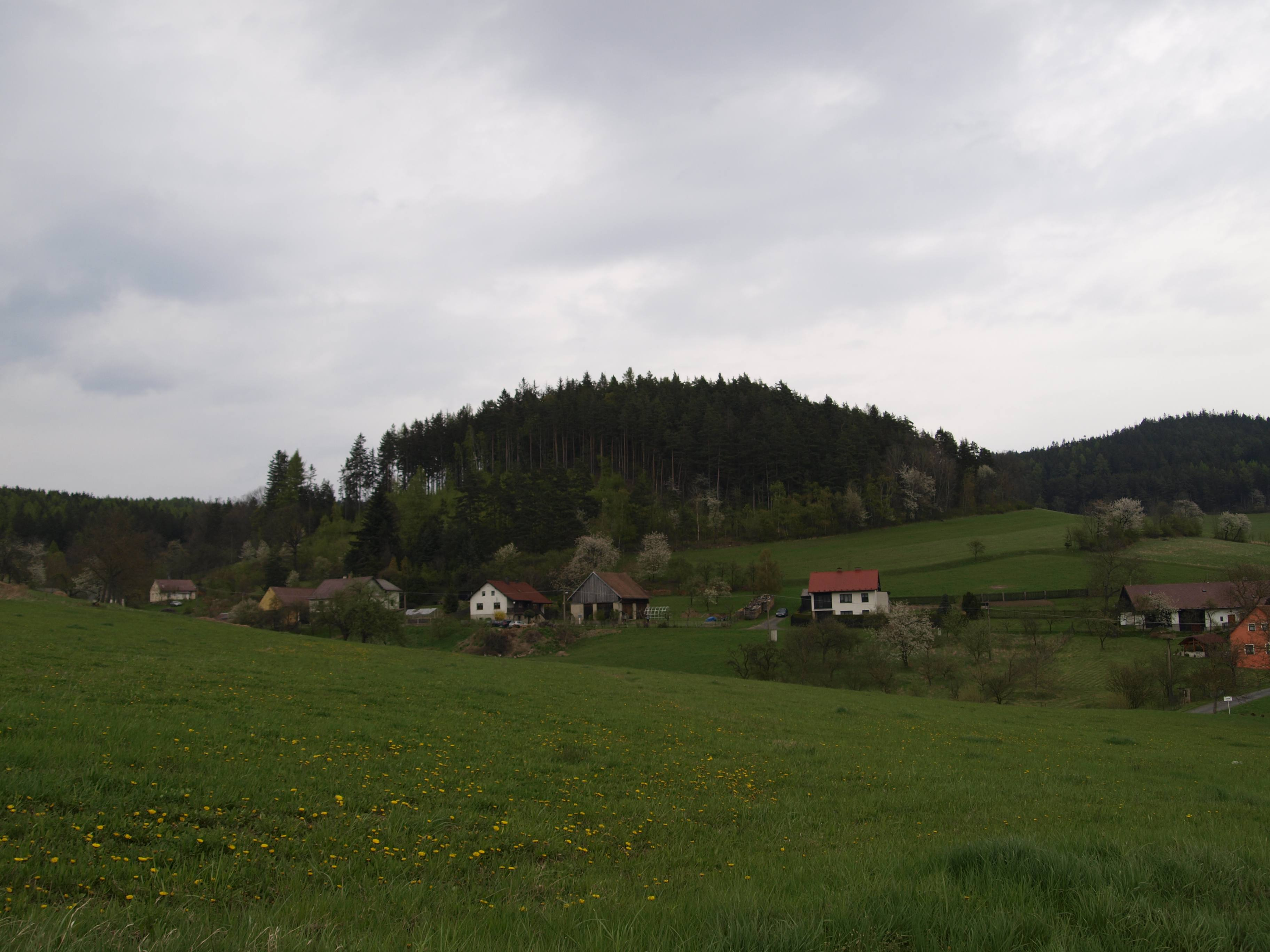
Lehom, pohled od západu na severní část obce
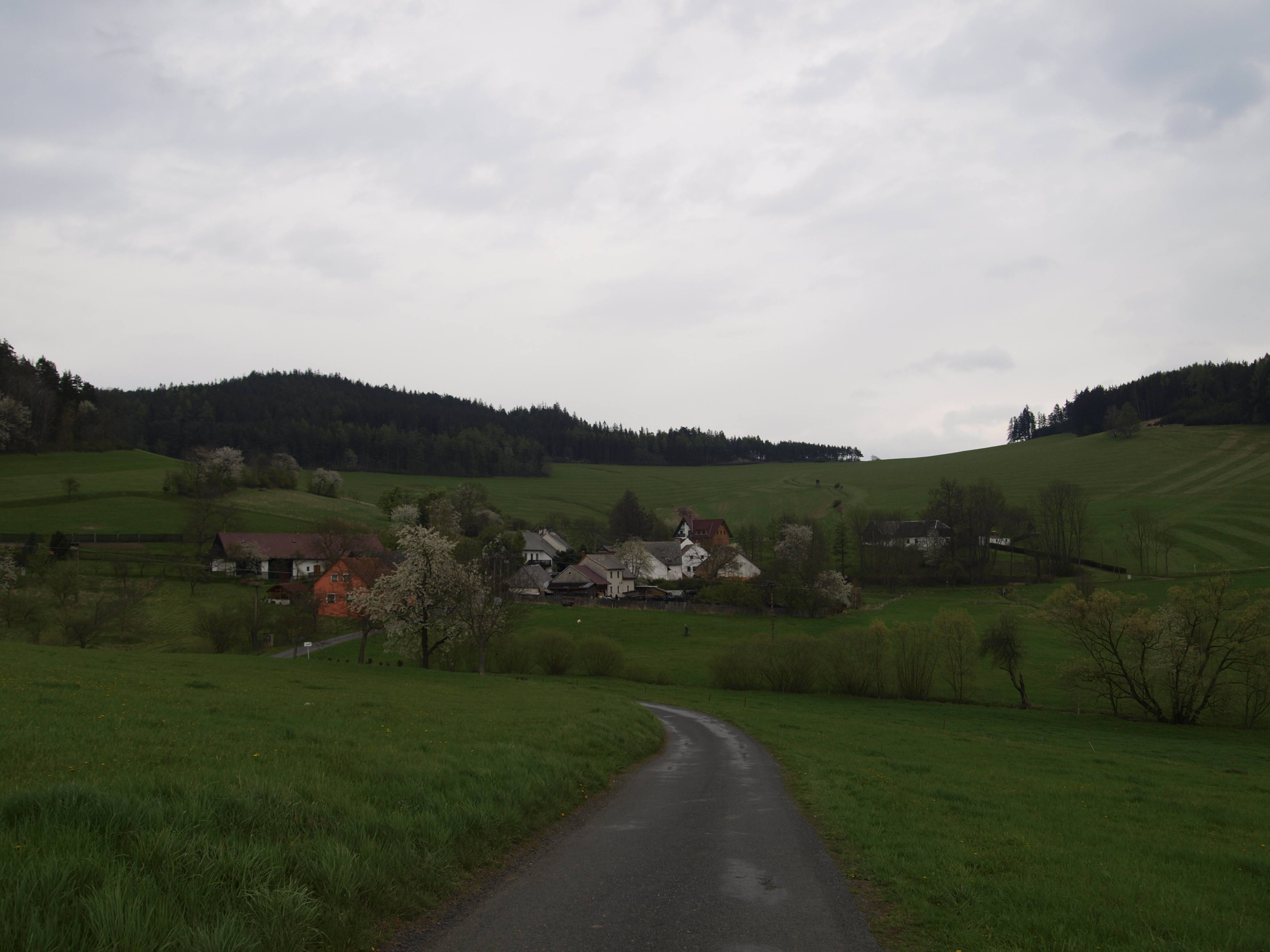
Lehom, pohled od západu na střed obce
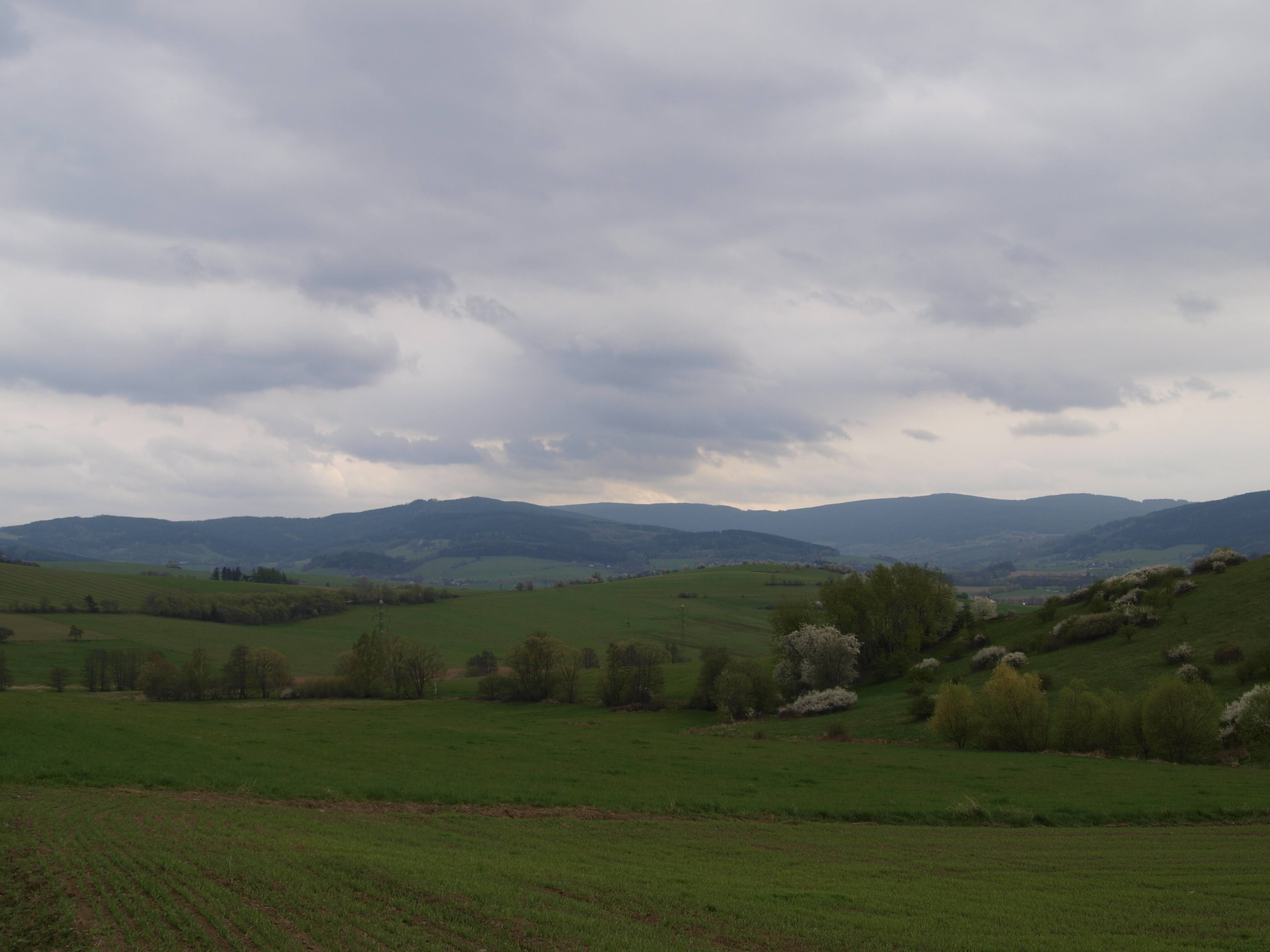
Krajina mezi Lehomí a Javorem